# Sōsaku
«Sōsaku» (創作?  "Creación") es el tercer EP de Yorushika, lanzado por Universal Music Japan el 27 de enero de 2021.

## Lanzamiento
Este es el primer EP de Yorushika bajo la discográfica Universal Music, y el primer CD lanzado en aproximadamente 8 meses desde su álbum de estudio «Tōsaku».
Las canciones de este EP estaban siendo escritas por n-buna al mismo tiempo que el álbum «Tōsaku», pero al final fueron descartadas de ese álbum para ser material para un álbum diferente, siendo al final este EP. La primera canción interpretada fue «Usotsuki», incluso antes de la salida del álbum «Tōsaku», al principio solo se podía escuchar a través de los créditos de la película «Amor de gata», después de «Hana ni Bōrei». Después de la salida de «Tōsaku», fueron lanzados dos sencillos titulados «Kaze wo Hamu» y «Haru Dorobō», este último daba la pista de que el EP tenía conexión con el álbum «Tōsaku».

## Promoción de lanzamiento
Mientras que el tipo A tiene un CD estándar al igual que la edición regular, el tipo B tiene el mismo diseño pero no incluye un CD, viene con una hoja de letra y un estuche.
| Tienda                             | Contenidos bonus                   |
| ---------------------------------- | ---------------------------------- |
| Tower Records                      | CD de caja de música               |
| HMV                                | CD de caja de música               |
| Animate                            | Archivo transparente A4 (Patrón A) |
| Amazon Japan                       | Archivo transparente A4 (Patrón B) |
| Rakuten Books                      | Insignia de lata (Patrón A)        |
| Village Vanguard                   | Insignia de lata (patrón B)        |
| Algunas tiendas de Tsutaya Records | Pegatinas                          |
| Universal Music Store              | Cartel B2                          |
| Tienda de soporte                  | Tarjeta postal                     |

Para conmemorar el lanzamiento del EP, desde el 22 de diciembre de 2020 hasta el 28 de febrero de 2020, con la compra de los álbumes anteriores vía HMV, el comprador recibía también una Pegatina de diseño de cubierta de tamaño 5 cm x 5 cm como bonificación.

## Lista de canciones
Todas las canciones escritas y compuestas por n-buna. 
| CD (tipo A) / Descarga digital |                                                     |          |  |
| N.º                            | Título                                              | Duración |  |
| 1.                             | «Gōtō to Hanataba» (強盗と花束; Ladrón con un ramo) | 3:10     |  |
| 2.                             | «Haru Dorobō» (春泥棒; Ladrón de primavera)         | 4:50     |  |
| 3.                             | «Sōsaku» (創作; Creación)                           | 1:33     |  |
| 4.                             | «Kaze wo Hamu» (風を食む; Comer el viento)          | 4:25     |  |
| 5.                             | «Usotsuki» (嘘月; Mentiroso)                        | 4:50     |  |
| 18:50                          |                                                     |          |  |

## Tie-Up
- Haru Dorobō: Canción de la «edición de Myanmar» del TV-CM  de Taisei Corporation
- Kaze wo Hamu: Tema final del «NEWS23» de TBS
- Usotsuki: Tema de cierre de Amor de gata